# Aphonopelma vogelae
Aphonopelma vogelae là một loài nhện trong họ Theraphosidae.
Loài này thuộc chi Aphonopelma. Aphonopelma vogelae được miêu tả năm 1995 bởi Smith.